# Kōshin
Pour les articles homonymes, voir Koshin (homonymie).
Ne doit pas être confondu avec Koshintō.

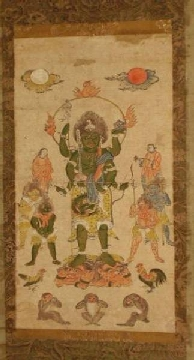
Parchemin Kōshin représentant le kami Shōmen-Kongō

Le culte Kōshin (庚申) est une croyance populaire japonaise et chinoise d'origine taoïste, largement reprise par la religion shinto et bouddhiste. Cette croyance s'accompagne de fêtes et de célébrations appelées kōshin-machi. Datant de la dynastie Tang en Chine et de l'époque de Heian au Japon, elle s'est répandue aussi en Corée et a été particulièrement observée dans ces pays. Elle est oubliée pour partie de nos jours, ne subsistant que sous la forme de veillées et de repas.

## Origine
Dans le cycle sexagésimal chinois, il existe une période appelée gēngshēn qui correspond à la septième « tige céleste » 庚 combinée à la neuvième « branche terrestre » 申. Cette période est la cinquante-septième du cycle sexagésimal et peut être transcrite en japonais par kōshin ou kanoe-saru et en coréen : 경신 gyeongsin.
Aux environs du IIe ou IIIe siècle, le taoïste Ge Hong avait déclaré dans le Baopuzi que le corps humain contenait trois vers nommés sanshong (chinois simplifié : 三虫 ; chinois traditionnel : 三蟲) ou trois « cadavres » dits sanshi (chinois simplifié : 三尸 ; chinois traditionnel : 三屍), qui la nuit du gēngshēn cherchaient à s'échapper du corps pour aller prévenir le Dieu céleste des méfaits commis par leur hôte, celui-ci punissant les humains en raccourcissant leur vie,, en leur infligeant des maladies voire en les tuant,. Les fautes graves étaient ainsi supposément punies de trois cents jours de vie en moins, les petites fautes, de trois jours seulement.
À la suite du Baopuzi plusieurs autres ouvrages font mention de ces sanshis, notamment le Zhen'gao de Tao Hongjing et le Youyang zazou de Duan Chengshi.

## Tradition

### En Chine
Il semble que la tradition du kōshin remonte à l'époque de la Dynastie Tang alors que des textes religieux taoïstes, par exemple le « Chu sanshi jiuchong baosheng jing » ou le « Sanshi zhongjing », instruisent clairement sur la manière de se débarrasser des vers sanshis.
Afin de ne pas laisser s'échapper les sanshi du corps, une veille était organisée, le shǒu gēngshēn hùi (chinois : 守庚申會), puisque les trois vers, résidant dans la tête, le torse et les jambes, ne pouvaient sortir du corps tant que la personne était éveillée. On croyait alors que sept veillées consécutives, à force d'affaiblir les sanshis, les tuaient et apportait ainsi fortune et bonne santé.
La pratique de veiller toute la nuit s'installa en Chine et devint une coutume nationale, pratiquée même au palais impérial sous la dynastie Chosŏn jusqu'à son interdiction par le roi Yongjo au XVIe siècle. Cette coutume se répandit jusqu'en Corée vers le VIIe ou VIIIe siècle.

### Au Japon

#### Époque de Heian

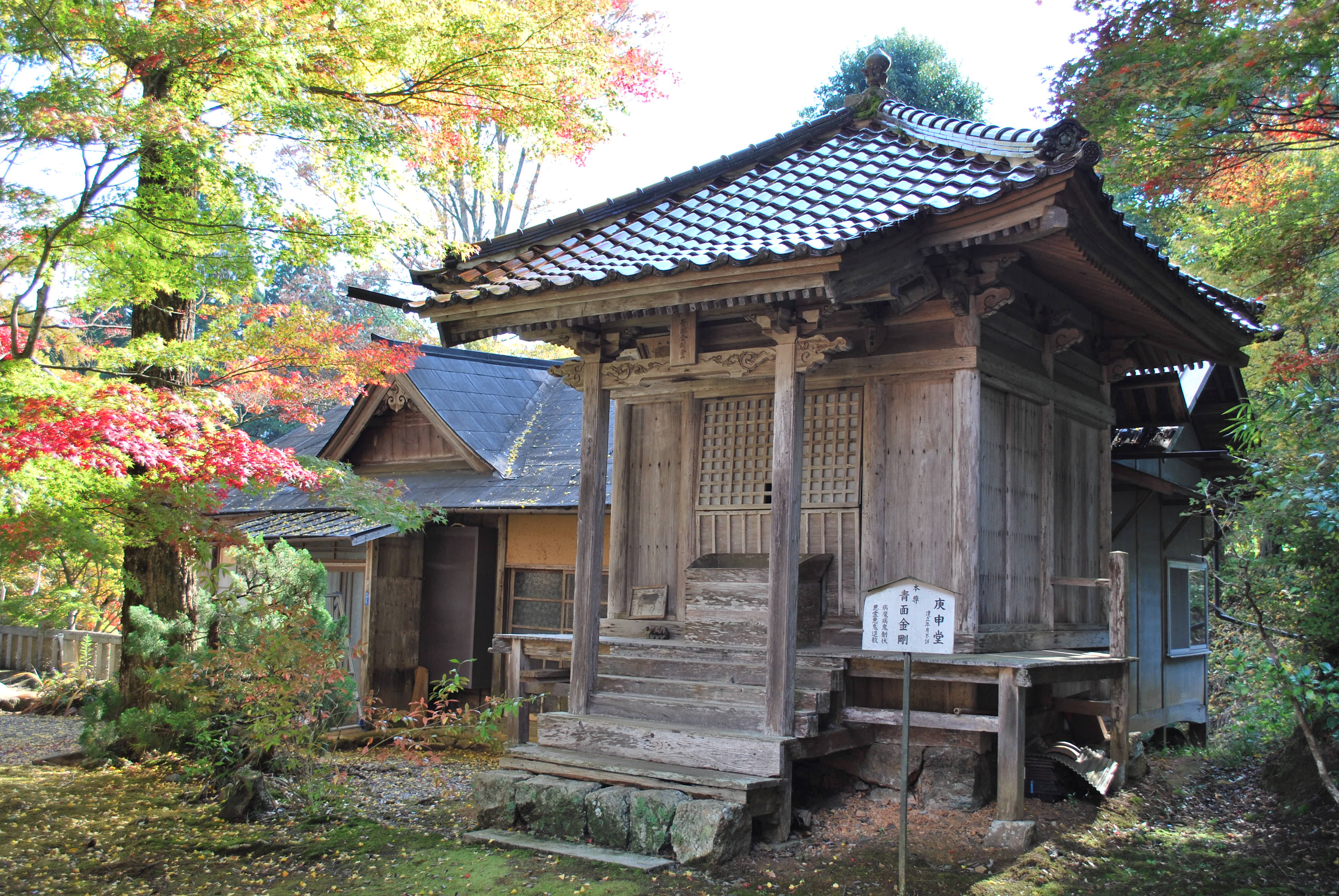
Kōshin-dō du temple Kiyama-ji à Maniwa, préfecture d'Okayama, au Japon.

Le kōshin semble être parvenu au Japon avec ses rites de veillée, durant le VIIIe siècle au début de l'époque de Heian. Les veillées, nommées shukōshin rassemblaient alors essentiellement l'aristocratie japonaise, et en particulier par la cour impériale au Xe siècle de manière à préserver l'Empereur des sanshis. Les premiers écrits attestant de l'existence des veillées kōshin au Japon remontent à 838, dans le « Nittō guhō junrei kōki » d'Ennin, et 838 et 836 dans le « Shoku nihon koki ».
La transformation de cette croyance traditionnelle en vénération d'un kami s'opéra vers le XIe siècle ou le XIIe siècle à la suite de l'écriture et de la diffusion d'un sutra, le « Laozi shou-gēngshēn qiu-zhangsheng-jing » ou « rōshi shū kōshin kyū chōsei kyō » (quête de la longévité du Laozi shou-gēngshēn), auquel fut ajouté un passage au XVe siècle le « kōshin engi » (origines du kōshin), passage introduisant des origines nouvelles, et notamment l'existence du kami Shōmen Kongō.
Il est fait référence au culte kōshin dans Le Dit du Genji où cette pratique était recensée parmi les femmes de la cour.

#### Époque d'Edo
Durant l'époque d'Edo, la tradition se répandit parmi le peuple menant à la formation de groupes célébrant les veillées et la construction de monuments pour le kōshin. Yamasaki Ansai[Quand ?] établit un lien entre la période Kanoe-Saru et le culte shinto en y plaçant Saruta-hiko comme kami principal du culte. La tradition Shugendō s'empara aussi de cette célébration en l'incorporant dans leurs rites. Ainsi, la période Edo marque la dissémination et la généralisation de la célébration du Kōshin, dans les trois principales religions japonaises de l'époque. Les veillées sont alors appelées kōshin-machi,.

## Rites
Au début du culte du kōshin, en Chine, la coutume consistait essentiellement à veiller toute la nuit en buvant et en jouant de la musique. Par ailleurs les veillées pouvaient s'accompagner de privations, comme le jeûne ou l'abstinence, afin de purger le corps des sanshis, ou de rituels de purification et de méditation. L'abstinence en particulier était observée au Japon, une croyance disant qu'un enfant conçu le soir du kōshin deviendrait un voleur plus tard. Le culte était observé au Japon d'une manière différente, moins pour se purifier que pour donner une excuse à un rassemblement et l’occasion de se rencontrer, les veillées kōshin-machi étaient de grandes fêtes où l'on buvait, chantait et dansait et où avaient lieu des jeux de go, de sugoroku et des déclamations de poèmes.
Les bâtiments pour le kōshin étaient construits après que trois koshin-machi annuels consécutifs aient eu lieu. On les appelle des kōshin-zuka lorsqu'ils sont construits au sommet de collines, ou kōshin-tō, furent construits surtout durant la période Muromachi ; certains étaient gravés de singes.
Lors des cérémonies du kōshin, avant que le banquet et la veillée n'aient lieu, des images des divinités tutélaires (selon la religion) étaient suspendues aux murs, on prononçait les mantras shingon ou les mantras du cœur. De nos jours, la tradition a été perdue en grande partie et seuls perdurent les banquets.

## Divinités
Les premières divinités reliées au kōshin sont bouddhiques et au nombre de trois : Kannon, Amida et le « Vajrapāņi au visage bleu », divinité d'origine tantrique. Au contact du shintoïsme, ces divinités changent et au Japon, on finit par révérer Shōmen Kongō, l'équivalent du Vajrapani, un dieu à six bras et à la peau bleue, dieu des maladies censé rendre les sanshis malades. Puis sont associés Saruta-hiko, dieu shinto de la croisée des chemins et les trois singes de la sagesse[réf. nécessaire].
Le premier témoignage écrit de la vénération d'une divinité en rapport avec le kōshin remonte à 1595, où il est dit que l'on prie « kōshin-sama », ce qui en japonais peut grossièrement être traduit par dieu kōshin. Le kōshin passa de croyance à religion vers la période Muromachi, avec l'association de divinités destinées à intercéder entre le monde terrestre et le monde céleste : des singes, le dieu Saruta-hiko et le « dieu de la montagne ». On a retrouvé la preuve de cette association entre croyance et religion sur des amulettes dépeignant Saruta-hiko et plus de soixante singes priant le mont Fuji.
Kōshin-sama fut progressivement transformé en divinité tutélaire et se vit accompagné de trois singes le servant, très similaires aux trois singes de la sagesse. On a retrouvé ainsi des pierres levées et des petits piliers de pierre aux croisements de routes, sur lesquels étaient gravés Kōshin-sama et trois singes se cachant les oreilles, les yeux et la bouche respectivement. L'introduction des singes dans le culte pourrait provenir autant de leur rôle traditionnel d'intercesseur que du fait que le jour du kōshin correspond au kanoe-saru, saru voulant dire singe en japonais.
Outre ces divinités un culte plus local s'est établi à Shibamata au Japon durant la période Edo, autour du dieu védique Indra. Ce culte prend sa source dans une légende attestée par plusieurs ouvrages. Une gravure d'Indra faite par Nichiren sur une planche de bois fut un jour perdue au Shibamata Taishakuten, un temple de Tōkyō. Lorsque la planche gravée fut retrouvée, le jour du kōshin de 1779, il fut décidé qu'Indra serait associé aux festivités de cette journée ; le « Shinpen musashinokuni fudokikō » précise que « Indra est lié à Kōshin par le karma. Comme Indra est apparu le jour de Kōshin, ce jour est aussi celui de sa vénération. ».